# 亞瑟·韋伊費列治
亞瑟·韋伊費列治（Arthur Josef Alwin Wieferich，1884年4月27日—1954年9月15日），德国数学家、教师，以其在数论领域的工作闻名。
他出生于明斯特，1903年至1909年间加入明斯特大学，直到1949年退休以前，他一直以教师的身份在广泛的领域内工作，他在1916年結婚，沒有孩子。
韋伊費列治（Wieferich）畢業後就放棄了學業，並且在1909年之後未發表任何論文。他的數學聲譽建立在他在明斯特大學讀書期間發表的五篇論文上：
- , 數學史, 1908, 66 (1): 95–101, doi:10.1007/BF01450913.
- 韋伊費列治, 亞瑟, , 數學史, 1908, 66 (1): 106–108, doi:10.1007/BF01450915.
- , 數學史, 1909, 67 (1): 61–75, doi:10.1007/BF01451870.
- , 純粹與應用數學雜誌, 1909, 136 (3/4): 293–302, doi:10.1515/crll.1909.136.293.
- , 純粹與應用數學雜誌, 1909, 136 (3/4): 303–305, doi:10.1515/crll.1909.136.303.

## 贡献
- 1939年,他證明只有15個整數需用8個立方數之和才能表示:15.22.50.114.167.175.186.212.231.238.303.364.420.428.454（ A018889）
- 1939年,他證明所有大於500的整數都可以用7個立方數的和。
- 1939年,他證明所有大於8042的整數都可以用6個立方數的和。

- 1909年亞瑟·韋伊費列治證明了g(3)=9。

1909年，大卫·希尔伯特首先用复杂的方法证明了g(k)的存在性。1943年，U.V.林尼克给出了关于g(k)存在性的另一个证明。然而，尽管g(k)的存在性已被證明，人们尚且无法知晓g(k)与k之间的关系。华林自己推测g(2)=4，g(3)=9，g(4)=19。
1770年，拉格朗日证明了四平方和定理，指出g(2)=4。1909年亚瑟·韦伊费列治证明了g(3)=9。
1859年，刘维尔证明了g(4)<=53，他的想法是借助一个恒等式（Liouville polynomial identity）：
{\displaystyle 6n^{2}=6(x_{1}^{2}+x_{2}^{2}+x_{3}^{2}+x_{4}^{2})^{2}=\sum _{i<j}\left(x_{i}+y_{j}\right)^{4}+\sum _{i<j}\left(x_{i}-y_{j}\right)^{4}}
後來哈代和李特尔伍德得到g(4)<=21, 1986年巴拉苏布拉玛尼安证明了g(4)=19。1896年马力特得到g(5)<=192；1909年韦伊费列治将结果改进为g(5)<=59；1964年陈景润证明了g(5)=37。
事实上，莱昂哈德·欧拉之子J.A.欧拉猜想：{\displaystyle g(k)=2^{k}+\left[\left({\frac {3}{2}}\right)^{k}\right]-2}（"[q]"表示"q"的整数部分）。至1990年，对于6<k<471600000此式已经被計算機验证为正确。

## 生平
亞瑟·韋伊費列治出生於1884年4月27日，是家裡10個子女(6男4女)的次子，一個弟弟約翰·韋伊費列治(1888年4月22日ㄧ1985年12月9日)，享年97歲。

## 過世
1954年9月15日，亞瑟·韋伊費列治過世，享年70歲。